# مارتينا ماين
مارتينا ماين (بالألمانية: Martina Mayne)‏ (1925، برلين في ألمانيا - 2013)؛ مترجمة، ممثلة، كاتِبة وشاعرة ألمانية.

## روابط خارجية
- مارتينا ماين على موقع IMDb (الإنجليزية)